# Vk.com

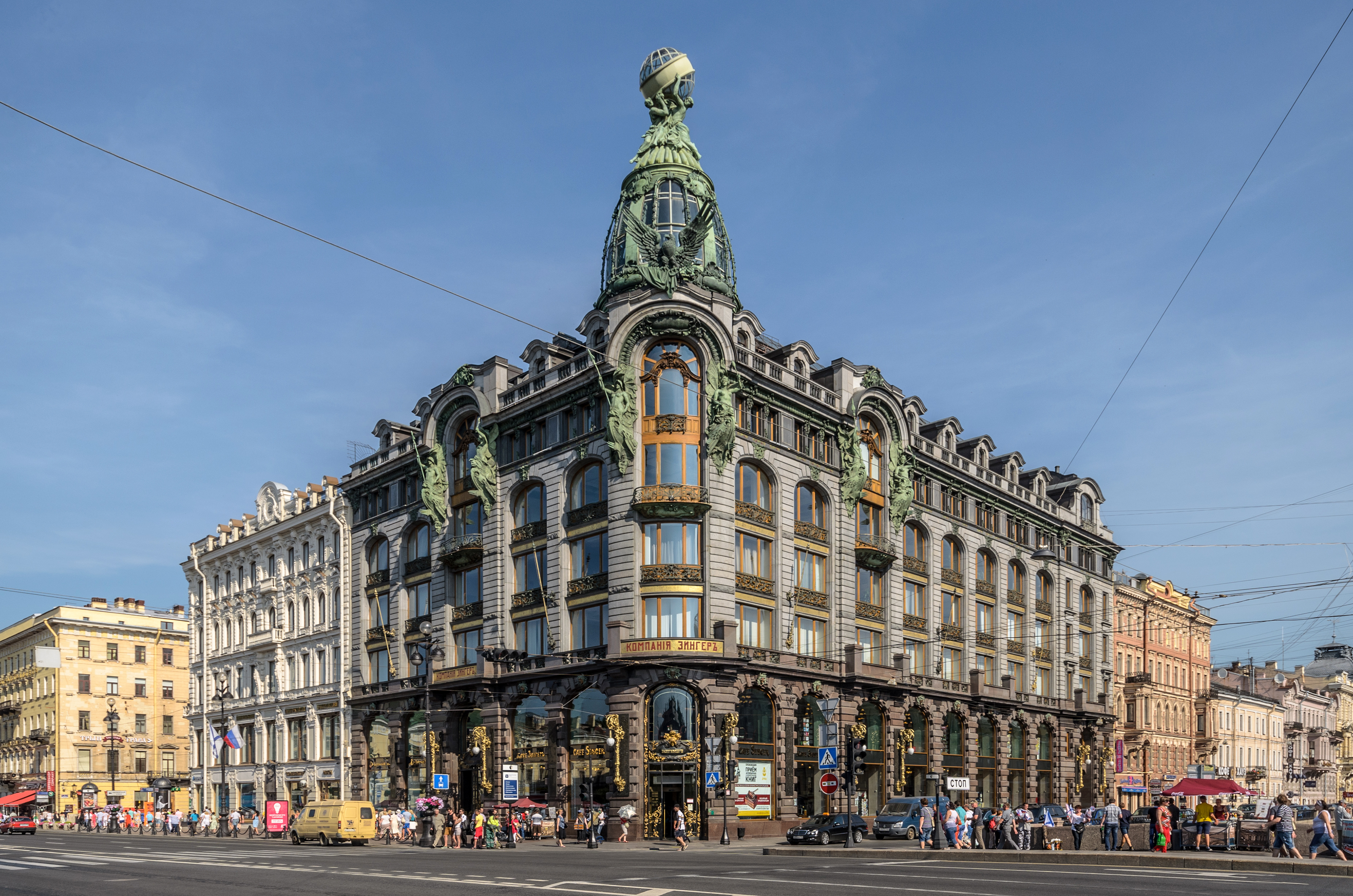
Im Singer-Haus in Sankt Petersburg befindet sich der Firmensitz von vk.com

vk.com, bis Januar 2012 Vkontakte.ru (russisch В Контакте „in Verbindung“, „in Kontakt“, Aussprache: vkontáktje), ist ein mehrsprachiges soziales Netzwerk, das aus Russland stammt. Auf vk.com können sich registrierte Benutzer ein Profil anlegen und mit anderen Benutzern Informationen austauschen. Nach Angaben des Betreibers gab es im März 2014 über 100 Millionen aktive Nutzer, hauptsächlich in Russland, der Ukraine und den Staaten der GUS. Laut Alexa Internet gehört vk.com zu den populärsten Websites in Russland.

## Geschichte

### 2006
Im Sommer 2006 programmierten die Brüder Nikolai und Pawel Durow eine Alpha-Version von Vkontakte.ru, für die im September 2006 ein interner Beta-Test stattfand. Ursprünglich sollte das Projekt Studlist.ru heißen. Am 1. Oktober 2006 wurde „Vkontakte“ als Gesellschaft mit beschränkter Haftung gegründet und die Domain Vkontakte.ru registriert. Offiziell startete das Projekt am 10. Oktober 2006. Bis Ende November 2006 konnten sich nur bestimmte Personen mit vollem Namen registrieren. Vkontakte wurde damals überwiegend von Studenten genutzt. Ende November 2006 wurde die Registrierung allgemein freigegeben und eine Werbekampagne gestartet; Vkontakte-Nutzern wurden verschiedene Preise und Vorteile versprochen, wenn sie neue Benutzer anwerben.

### 2007
2007 stieg die Popularität von Vkontakte.ru in Russland rasant an. Am 26. Februar 2007 hatte es bereits 100.000 Nutzer, am 18. November 2007 waren es ca. 3 Millionen. 2007 war Vkontakte.ru auf Platz 2 der beliebtesten russischen Internetseiten. In Kasachstan erreichte sie Platz 4, in Belarus Platz 7 und in der Ukraine Platz 10. Vkontakte.ru wurde 2007 laufend modernisiert. So erschien ein Hosting-System für Video- und Audiodateien, ein Bewertungssystem sowie eine Vkontakte-Toolbar für die gängigen Browser.

### 2008
Am 16. Januar 2008 wurde der neue Dienst „professionelle Kontakte“ gestartet. Dabei handelte es sich um eine Unterplattform von Vkontakte.ru, die auf berufstätige Anwender aus den Branchen IT, Recht und Finanzen zugeschnitten war. Ab Februar 2008 wurde Vkontakte.ru auch in ukrainischer Sprache angeboten. Am 1. April 2008 wurde Vkontakte im Rahmen eines Aprilscherzes einen Tag lang zu VSojus. „Sojus“ bedeutet „Union“ und ist die umgangssprachliche Bezeichnung für die Sowjetunion. Das Logo der Seite wurde mit Hammer und Sichel verziert. Anfang April 2008 wurde ebenfalls verkündet, dass 10 Millionen Benutzer bei VKontakte.ru registriert seien. Im selben Monat reagierten die Betreiber von Vkontakte.ru auf die zunehmende Kritik hinsichtlich der Datensicherheit des sozialen Netzwerkes und boten den Nutzern fortan die Möglichkeit erweiterter Sicherheitseinstellungen an. Einen weiteren Popularitätsschub erlebte Vkontakte.ru im September 2008. In diesem Monat begann die Kooperation mit Yandex.ru, einer der beliebtesten Suchmaschinen des russischsprachigen Internets. Seitdem gibt es die Möglichkeit, private Mitteilungen von Vkontakte über den Messenger Y.Online, der von Yandex.ru entwickelt wird, zu empfangen. Die Website verzeichnete im Oktober 2008 täglich etwa 5,8 Millionen Einzelbesuche und 800 Millionen Seitenaufrufe sowie über eine Million gleichzeitig angemeldete Benutzer in abendlichen Spitzenzeiten. Im Dezember 2008 überholte Vkontakte.ru mit seiner Nutzerzahl den Konkurrenten Odnoklassniki.ru.

### 2009
Auch im Jahr 2009 wuchs Vkontakte.ru weiter. Im Juli 2009 hatte Vkontakte mit 14,3 Millionen Nutzern bereits fast doppelt so viele Benutzer wie Odnoklassniki.ru mit 7,8 Millionen. Am 5. September 2009 kaufte Vkontakte.ru die Domain vk.com. Als Zweck des Kaufes gaben die Betreiber die „Weiterentwicklung von Vkontakte.ru auf dem internationalen Markt“ an. Über den Kaufpreis wurde Stillschweigen bewahrt. Im November 2009 war laut Alexa Internet Vkontakte.ru die derzeit zweitpopulärste Website Russlands und der Ukraine und lag damit weltweit auf Rang 30 (November 2009).

### 2010

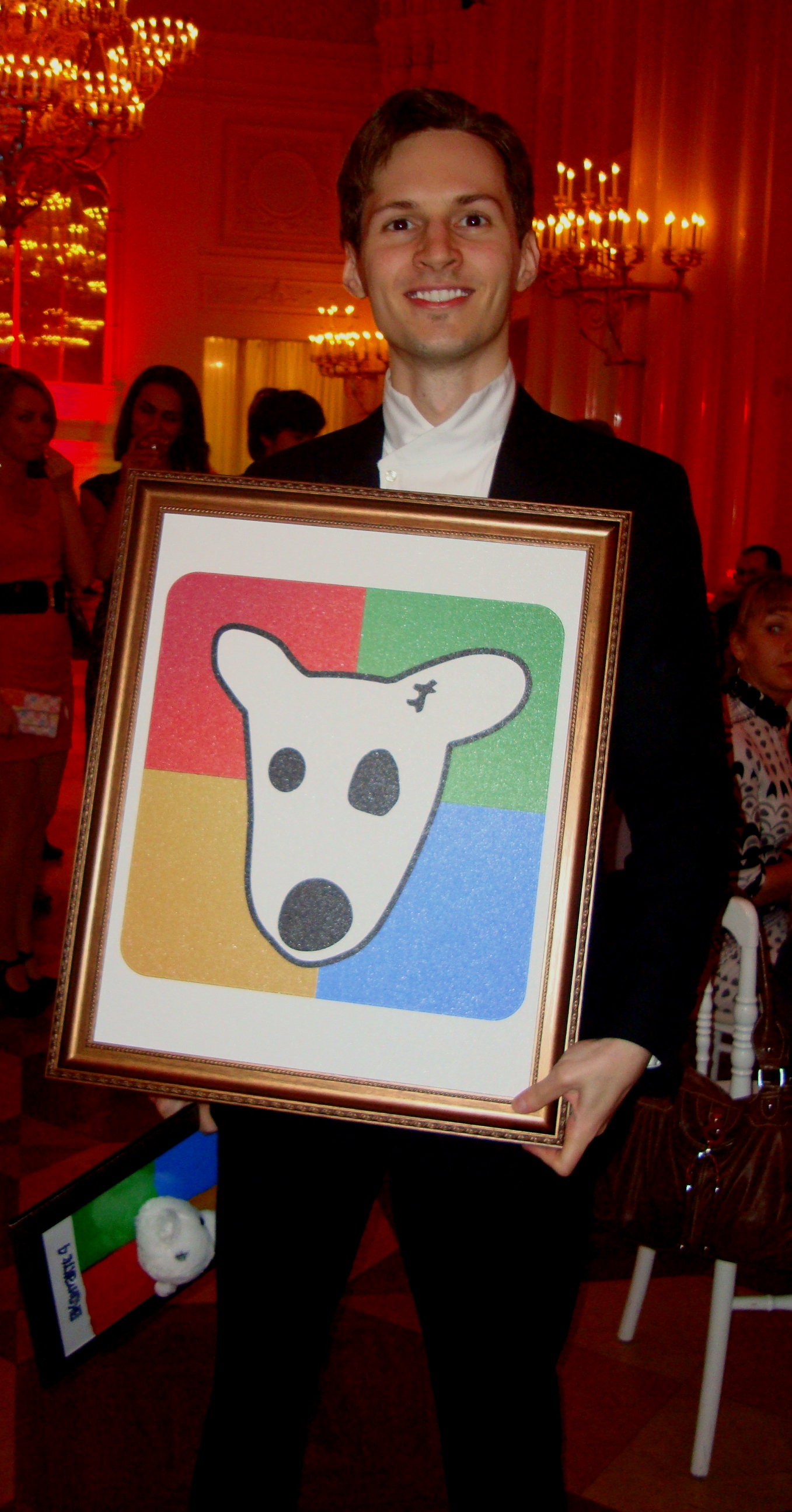
Vkontakte-Mitbegründer Pawel Durow bei seinem 26. Geburtstag (Oktober 2010)

Am 2. Februar 2010 waren 60 Millionen Benutzer auf Vkontakte.ru registriert. Im Juli waren es 75 Millionen, Ende August 86, Anfang Oktober 91 und Mitte November 99 Millionen Benutzer. Am 1. April 2010 haben die Betreiber erneut den Brauch des Aprilscherzes aufleben lassen. Während im Jahr 2008 Vkontakte.ru im „sowjetischen“ Stil gestaltet wurde, war es 2010 der „vorrevolutionäre“ Stil mit Motiven aus dem Russischen Kaiserreich. Am 24. November 2010 hat sich der einhundertmillionste Benutzer registriert. Am 2. Dezember 2010 verkündete der russische Internetsuchdienst Yandex.ru, dass 25 Millionen Vkontakte-Benutzerprofile nun mit der Suchmaschine gefunden werden können. So wurde es selbst unregistrierten Nutzern möglich, die öffentlichen Inhalte von 25 Millionen Nutzerprofilen einzusehen. Dies stieß sowohl innerhalb als auch außerhalb Russlands auf harsche Kritik.

### 2011
Am 19. Januar 2011 verklagte die russische Plattenfirma „Nikitin“ einen 26 Jahre alten Vkontakte-Nutzer aus Moskau, der 18 Audiodateien eines Künstlers hochgeladen hatte, der bei „Nikitin“ unter Vertrag steht. Die Staatsanwaltschaft leitete gegen den jungen Moskauer ein Strafverfahren aufgrund von Art. 146 des Russischen Strafgesetzbuches („Verletzung von Urheberrechten“) ein. Die Plattenfirma stellt darüber hinaus eine Schadenersatzforderung in Höhe von 108.000 Rubel. Dem 26-jährigen Vkontakte-Nutzer droht sogar eine Freiheitsstrafe von bis zu sechs Jahren. Der Name des Künstlers, dessen Stücke hochgeladen wurden, wird nicht genannt. Am 27. Januar 2011 wurde das Design der Seite einer Überarbeitung unterzogen. Am 12. Februar 2011 wurden die vom Benutzer als öffentlich freigegebenen Angaben seines Profils auch für unregistrierte Benutzer sichtbar gemacht. Auch diese Maßnahme der Betreiber stieß auf zahlreiche Proteste der Nutzer. Am 17. März 2011 wurde bei Vkontakte eine Mikroblogging-Funktion eingeführt. Am 30. März 2011 stellten die Entwickler eine iPhone-App für Vkontakte vor. Am 21. Mai 2011 wurde die Nachrichten-Funktion modifiziert. Es wurde ab sofort möglich, mehrere Nutzer zu einer Konferenz einzuladen. Vorher konnten private Nachrichten nur zwischen zwei Nutzern ausgetauscht wurden. Ab dem 11. Juni 2011 ist es möglich, bestimmte Nutzer aus der Freundesliste für andere auszublenden. Am 15. Juni 2011 wurde ein Vkontakte-Client für das Smartphone-Betriebssystem Android vorgestellt. Am 1. Juli 2011 erhöhte Vkontakte.ru die Sicherheitsstandards auf der Internetseite. Fortan wurde beim Anmelden nur noch das Kommunikationsprotokoll HTTPS verwendet. Am 28. Juli 2011 wurde der offizielle Vkontakte.ru-Chat eröffnet. Am 4. August 2011 wurde das Profilfeld „Überzeugungen“ eingeführt. Darin kann der Benutzer eintragen, was für ihn das wichtigste im Leben ist und welche Einstellung er zum Rauchen und zum Alkohol hat. Ab dem 19. August 2011 ist es den Vkontakte.ru-Nutzern möglich, ihr Profil vollständig entfernen zu lassen. Ab dem 4. Oktober 2011 kann man Benutzerbeiträge mit „Gefällt mir“ kennzeichnen. Am 10. Oktober 2011 feierte Vkontakte.ru sein fünfjähriges Bestehen. Am 1. Dezember 2011 wurde die „Echtheitsüberprüfung“ für Benutzerkonten eingeführt.

### 2012
Am 26. Januar 2012 ist Vkontakte endgültig auf die neue Domain Vk.com umgezogen. Am 28. März 2012 eröffnete Vkontakte seine erste Auslandsvertretung in der ukrainischen Hauptstadt Kiew. Am 27. Oktober 2012 erhielten die Vk-Nutzer die Möglichkeit, ihre Fotoalben anderen zur Verfügung zu stellen („teilen“). Seit dem 23. November 2012 ist es in der Kommentarfunktion möglich, Dateianhänge zu erstellen. Am 24. November 2012 wurde die mobile Version von Vk.com umfassend aktualisiert.

### 2013
Die Investitionsgruppe United Capital Partners erwarb 48 % der Aktien des Sozialnetzwerk-Unternehmens.

### 2014
Im April 2014 verlässt der Gründer Pawel Durow das Unternehmen. Boris Dobrodejew wurde zum Hauptgeschäftsführer.
Im Laufe des Jahres 2014 übernahm die Mail.Ru Group 48,1 % der Aktien.

### 2015
Am 4. August war vk.com über drei Stunden wegen eines Kabelbruchs zwischen zwei Rechenzentren unzugänglich.

### 2016
Über den biometrischen Gesichtserkennungs-Dienst FindFace, welcher heraufgeladene Gesichtsportraits Profilbildern auf Vkontakte zuordnet, wurde die Identität von Porno-Darstellerinnen und mutmaßlichen Prostituierten aufgedeckt.

### 2017
Am 16. Mai unterzeichnete Präsident der Ukraine Petro Poroschenko eine Anordnung, welche die Entscheidung des Nationalen Sicherheits- und Verteidigungsrates zur Aktualisierung der Sanktionsliste gegen eine Reihe von russischen Unternehmen, darunter das soziale Netzwerk Vkontakte, in Kraft setzte. Infolgedessen wurde der Zugang zu diesen Website auf dem gesamten Territorium der Ukraine gesperrt. Die Einschränkungen traten schließlich am 1. Juni in Kraft.

## Funktionen
Das System zählt zur Sozialen Software und bietet unter anderem folgende Funktionen:
- Erstellung eines Profils mit der Möglichkeit, vielfältige Angaben zu machen (Kontaktdaten, Interessen, Hobbys usw.)
- Funktion zur Suche nach anderen Mitgliedern, auch über die in Profilen hinterlegten Interessen und gemeinsam besuchten Schulen oder Hochschulen.
- Bildung von Gruppen mit Gruppen-Diskussionsforen.
- Erstellen von Fotoalben und Hochladen von Fotos.
- Foto-Tagging: einzelne Personen auf Fotos können mit deren Benutzerkonten verlinkt werden.
- Umfangreiche Audio- und Videofunktionen, darunter eine Datenbank mit über 10 Millionen Audioaufnahmen.

Die Website ist in mehr als 30 Sprachen, darunter Russisch, Englisch und Deutsch, verfügbar.

## Wirtschaftliche Lage und Finanzierung
Der russische Internet-Konzern und Facebook-Anteilseigner Mail.Ru Group kaufte am 17. November 2010 für 112,5 Millionen US-Dollar 7,5 Prozent der Aktien von vKontakte.ru und vergrößerte damit seinen Anteil auf 32,5 Prozent.
Am 16. Juli 2011 erhöhte Mail.ru seinen Anteil auf 39,9 Prozent, und wurde am 16. September 2014 alleiniger Besitzer.

## Personen
Das Unternehmen Vkontakte.ru gehörte bis April 2014 dem Gründer und Programmierer Pawel Durow, der abwechselnd in Sankt Petersburg und in Turin lebte. Sein Bruder Nikolai Durow ist Systemadministrator der Website. Im September 2014 übernahm Alisher Usmanov mit Mail.ru die Kontrolle über das Unternehmen. 2021 verkaufte Usmanov einen Großteil seiner VK-Anteile an das staatlich kontrollierte Versicherungsunternehmen Sogas. CEO des Unternehmens VK ist seither Wladimir Sergejewitsch Kirijenko, ein Sohn von Sergei Wladilenowitsch Kirijenko.

## Kritik
Vkontakte.ru wird mangelnder Schutz persönlicher Daten vorgeworfen. Mitgliederdaten von Vkontakte.ru sollen beispielsweise durch Bankagenten auf der Suche nach Schuldnern verwendet worden sein.
Ebenfalls wird die Plattform ganz offen von neonazistischen und neofaschistischen Gruppierungen genutzt, ohne dass gegen diese eine Handhabe bestünde: So hielten registrierte Userinnen, die sich als Verehrerinnen Adolf Hitlers präsentierten, auf der Adolf-Hitler-Fansite des Netzes einen „Miss-Ostland“-Schönheitswettbewerb ab, wobei eine von ihnen mit einer Offiziersmütze der Wehrmacht posierte.
Der russische Journalist Roman Dobrochotow bemängelte öffentlich, dass es seitens der russischen Ermittlungsbehörden (besonders des FSB), die auf das Netzwerk ungehinderten Zugriff hätten, keinerlei Anstrengungen gäbe, rechtsextremistische oder rassistische Strömungen auf der Plattform zu unterdrücken, während Regierungskritiker durchaus mit Sanktionierung rechnen müssten.